# Флавий Евпраксий
Флавий Евпраксий (лат. Flavius Eupraxius) — римский политический деятель при Валентиниане.
Родился в Мавретании Цезарейской.
В 367 году был magister memoriae (магистр канцелярии рескриптов). В том же году, после того как Валентиниан I произнес речь, провозглашавшую его сына Грациана императором, Евпраксий воскликнул: «Семья Грациана этого заслуживает». После этого, он был произведен Валентинианом в quaestor sacri palatii, в этой должности он пребывал с 367—370 гг.
Находясь в должности квестора, воспротивился вынесенному Валентинианом смертному приговору (367 / 368), по которому должны были казнить декурионов трёх городов по делу некоего Максенция, родом из Паннонии. Согласно Аммиану Марцеллину он произнес следующее:
«Будь осторожен, благочестивейший государь: ведь тех, кого ты приказываешь убить, как преступников, христианская религия будет чтить, как мучеников, то есть угодных Богу»
В должности квестора, он участвовал ещё в одном случае в 370 году. Когда проконсул Африки Гиметий был привлечен к суду и ему грозила смертная казнь, он апеллировал к имени императора. Когда Валентиниан узнал об этом, он поручил сенату произвести расследование. Сенат приговорил Гиметия к ссылке в Далмацию. Однако, Валентиниан, который считал, что подсудимый заслуживает смертной казни, разгневался на сенат. Сенат отправил посольство к императору:
«Бывший префект Претекстат, бывший викарий Венуст и бывший консул Минервий должны были подать императору прошение, чтобы кары не оказывались выше проступков и чтобы не подвергали пыткам сенаторов вопреки обычаю и праву. Когда они были приняты на аудиенции и изложили свою просьбу, Валентиниан стал отрицать, что он сделал такое распоряжение, и начал кричать, что его оклеветали. Но квестор Евпраксий в деликатной форме доказал ему противоположное и, благодаря этой его смелости, отменен был жестокий приказ, беспрецедентный по своей суровости.»
Был префектом Рима в 374 году. Ему были адресованы эдикты, датируемые 14 февраля 374 года. Построил форум, о чём гласит надпись.
По-видимому, был ещё жив в 384 году.
Возможно, письма Симмаха на имя Евфразия, относятся к Флавию Евпраксию.
Аммиан Марцеллин охарактеризовал его следующим образом: «за ним числилось много проявлений надежной верности, заслуживавших подражания со стороны людей здравомыслящих; никогда он не отступался от бестрепетной правды, был всегда тверд и похож на законы, которые, как мы видим, при всем различии обстоятельств, говорят всем одним и тем же языком. При своем представлении о справедливости оставался он и тогда, когда вспыльчивый император грозно набрасывался на него за правильные советы».